# شهرستان ویکلو
شهرستان ویکلو (ایرلندی: Contae Chill Mhantáin) یک شهرستان در ایرلند است. این شهرستان یکی از شهرستان‌های بخش شرق میانه ایرلند می‌باشد که در استان لینستر قرار گرفته.
نام این شهرستان از شهر ویکلو گرفته شده، که خود از نام زبان نورس باستان (Víkingaló)، به معنی «علفزار وایکینگها» گرفته شده. جمعیت این شهرستان با توجه به سرشماری سال ۲۰۱۶، ۱۴۲۳۳۲ نفر است.
ویکلو در محاوره به عنوان باغ ایرلند شناخته شده است. هفدهمین شهرستان بزرگ ایرلند از ۳۲ شهرستان از لحاظ وسعت و شانزدهمین شهرستان از لحاظ جمعیت است. همچنین چهارمین شهرستان از دوازده شهرستان لینستر به لحاظ اندازه و پنجمین از نظر جمعیت است. بین سالهای ۲۰۱۱ و ۲۰۱۶ جمعیت این شهرستان رشد ۴٫۲٪ داشته.
مرزهای این شهرستان در سال ۱۹۵۷ توسط دولت محلی گسترش داده شدند که "زمین‌هایی از شهرستان دوبلین و از صلاحیت و اختیارات شورای شهرستان دوبلین جدا شده " و به شهرستان ویکلو اضافه شده است. شهرستان ویکلو، از سمت جنوب به وکسفورد، از سمت جنوب غربی به کارلو، از سمت غرب به کیلدر و از شمال به دوبلین محدود شده است.

## شهرها و روستاها
- آرکلو
- ولی‌مونت
- ویکلو
- بری، ایرلند
- بلسینگتون
- گریستونز

## جغرافیای فیزیکی

### زمین‌شناسی و کوه‌ها
رشته کوهستان ویکلو بزرگترین منطقه مرتفع مستمر در ایرلند است. بلندترین کوه در محدوده، Lugnaquilla نام و ۹۲۵ متر ارتفاع دارد که باعث می‌شود شهرستان ویکلو بعد از شهرستان کری، بلندترین شهرستان باشد.
در بخش غربی شهرستان، هم‌مرز با شهرستان کارلو، رودخانه Slaney وجود دارد.
نیروگاه تلمبه ذخیره‌ای تپه Turlough، یک پروژه مهندسی عمران قابل توجه است که دهه ۱۹۶۰ و ۱۹۷۰ در کوهستان انجام شد.
دریاچه‌های شهرستان معمولاً کوچک اما زیاد هستند و عمدتاً در دره‌های کوهستانی یا سیرک‌های یخچالی وجود دارند.

## تاریخچه

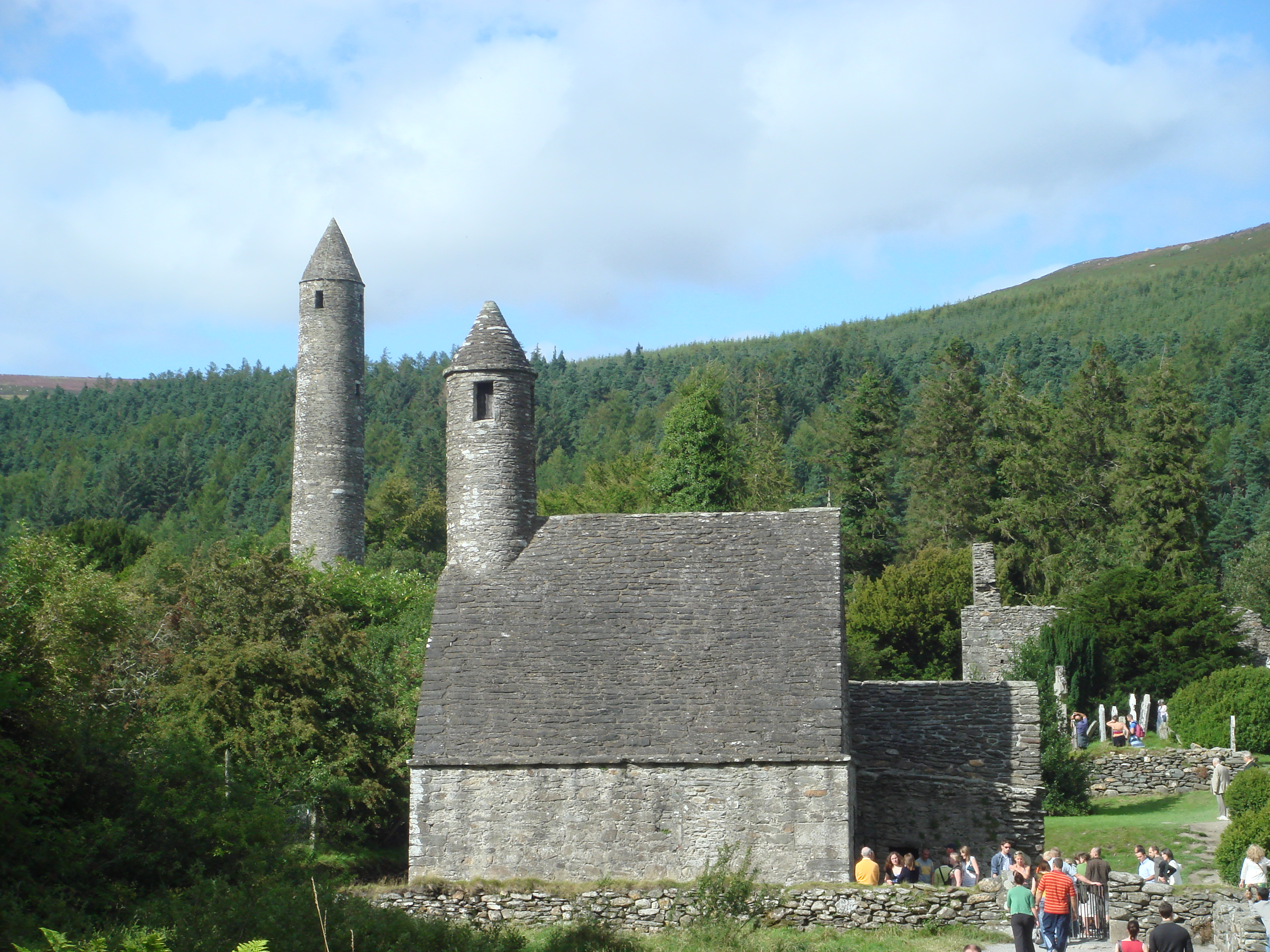
صومعه سنت کوین در Glendalough.

شهرستان ویکلو آخرین بخش از شهرستان‌های سنتی ایرلند بود که در سال ۱۶۰۶ در زمین‌های که قبلاً بخشی از شهرستان دوبلین و کارلو بودن، به عنوان شهرستان مجزا تأسیس شد.

## اشخاص
- دارا او برین: مجری تلویزیونی ساکن لندن
- نینت دو والوا: رقاص، معلم، طراح رقص و کارگردان باله کلاسیک
- فرگال دویت: کشتی‌گیر حرفه‌ای با نام مستعار فین بالور
- چارلز استوارت پارنل: سیاست‌مدار

## رسانه
- WicklowNews.net یک وبسایت خبری محبوب در شهرستان است که در سال ۲۰۱۰ تأسیس شد.
- روزنامه‌های محلی عبارتند از بری پیپل، ویکلو تایمز و ویکلو پیپل.